# Hans-Günther Bethke
Hans-Günther Bethke (20 de maio de 1913 - 14 de setembro de 1942) foi um oficial alemão que serviu durante a Segunda Guerra Mundial. Foi condecorado com a Cruz de Cavaleiro da Cruz de Ferro.

## Condecorações
| Cruz de Ferro 2ª Classe                                  |
| Cruz de Ferro 1ª Classe                                  |
| Cruz de Cavaleiro da Cruz de Ferro 4 de setembro de 1940 |